# Christiane Rochefort
Christiane Rochefort (París, 17 de julio de 1917 - 24 de abril de 1998) fue una escritora feminista francesa.

## Datos biográficos
Nació en una familia parisina de izquierda de clase trabajadora.
Durante la Guerra Civil Española (1936-1939) ―cuando la escritora tenía 19 años― su padre se unió a las Brigadas Internacionales.
Estudió psiquiatría, psicología y etnología en la Sorbona, aunque no terminó sus estudios. Fue oficinista en el Ministerio de Información. Durante varios años ejerció el periodismo para el Festival de Cannes. También trabajó con Henri Langlois en la Cinemateca de París.
Rochefort trabajó como periodista y desde 1943 pasó quince años como agregada de prensa al Festival de Cine de Cannes. Publicó algunos libros bajo los pseudónimos Benoît Becker y Dominique Féjos antes de publicar en 1958 (a los 41 años de edad) su primera novela, Le repos du guerrier (El reposo del guerrero), basada en su relación con el escritor Henri-François Rey (1920-1987). Como varias de sus novelas posteriores, Le repos du guerrier fue un superventas. En 1962 fue adaptado en una popular película dirigida por Roger Vadim, y protagonizada por Brigitte Bardot.
En 1962 participó como actriz en el cortometraje mudo de 3 minutos filmado en la ciudad de Mar del Plata, Argentina, Los 4 golpes, dirigido por François Truffaut; con Gloria Algorta (la víctima), Marie Laforêt (cómplice n.º 2) y François Truffaut (el asesino).
Sus novelas se dividen entre las sátiras sociales realistas ambientadas en la Francia de la época, y fantasías utópicas o distópicas. Tienen fuertes elementos sexuales.
Artista apasionada y versátil, dedicó gran parte de su tiempo a la música, el dibujo, la pintura, la escultura, y la escritura. Activista, participó activamente en el primer Movimiento de Liberación de las Mujeres. En julio de 1971 ayudó a Simone de Beauvoir, Jean Rostand y otras personalidades a crear la asociación feminista Choisir la cause des femmes (‘elegir la causa de las mujeres’).
En 1988 ganó el premio Médicis.

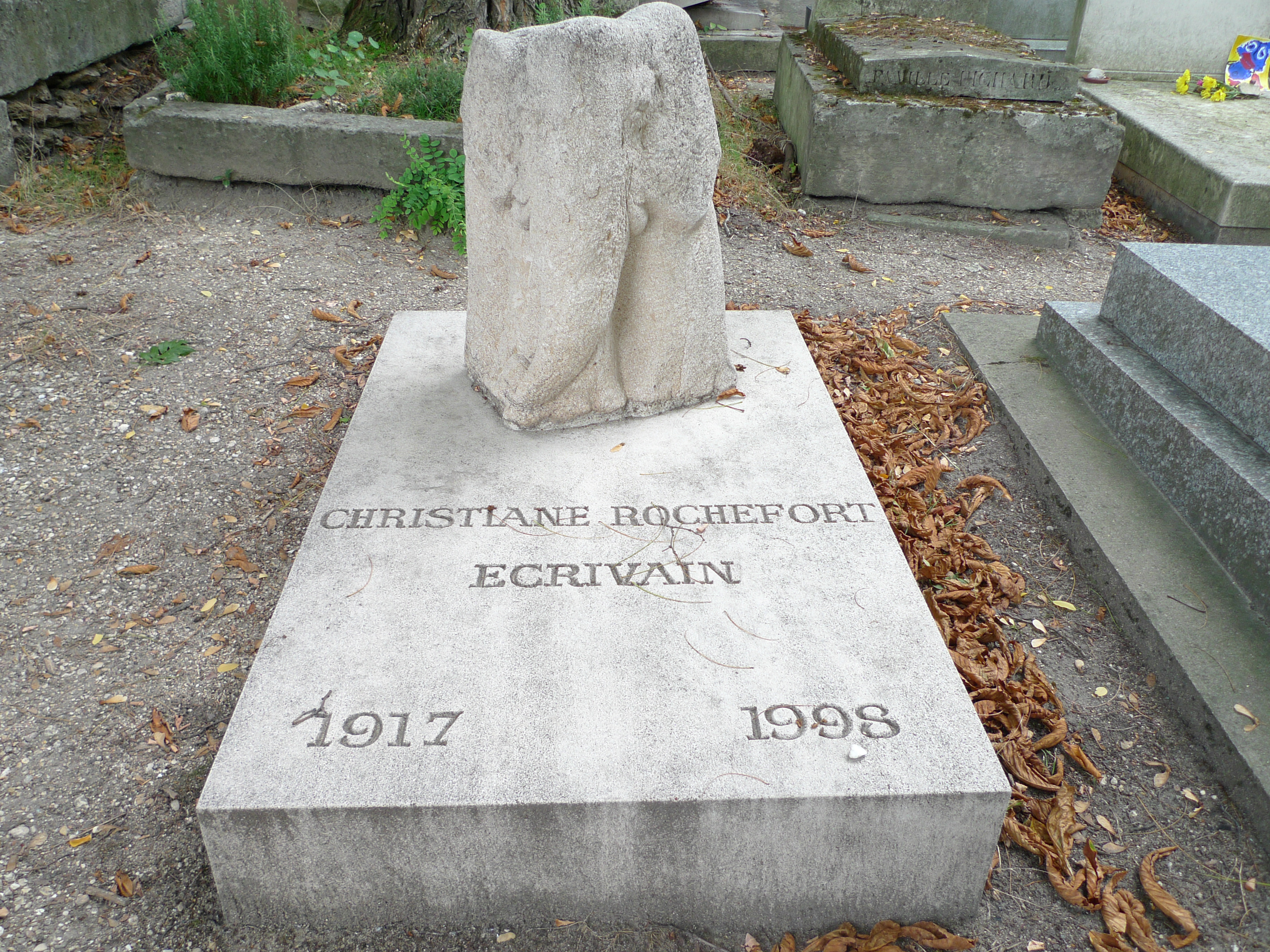
Tumba de Christiane Rochefort.

Falleció el 24 de abril de 1998 en el pueblo de Le Pradet, cerca de Tolón, en el sur de Francia. Está enterrada en el cementerio Père-Lachaise (división 22), en París.

## Obras

### Novelas
- 1953: Le Démon des pinceaux (nouvelle) en Les Œuvres libres. París: Fayard
- 1955: Le Fauve et le Rouge-gorge (nouvelle) en Les Œuvres libres. París: Fayard
- 1956: Cendres et Or. París: Éditions de Paris
- 1957: Une fille mal élevée. París: Éditions de Paris bajo el seudónimo de Dominique Féjos
- 1958: Tes mains. París: Éditions de Paris bajo el seudónimo de Dominique Féjos
- 1958: Le Repos du guerrier. París: Éditions Grasset (Prix de la Nouvelle Vague).
- 1961: Les Petits Enfants du siècle. París: Grasset
- 1963: Les Stances à Sophie. París: Grasset[7]
- 1966: Une rose pour Morrisson. París: Grasset
- 1969: Printemps au parking. París: Grasset
- 1972: Archaos ou le Jardin étincelant. París: Grasset
- 1975: Encore heureux qu'on va vers l'été. París: Grasset
- 1978: Pardonnez-nous vos enfances (nouvelles) avec Denis Guiot. París: Denoël
- 1982: Quand tu vas chez les femmes. París: Grasset
- 1984: Le monde est comme deux chevaux. París: Grasset
- 1988: La Porte du fond. París: Grasset (premio Prix Médicis).
- 1997: Conversations sans paroles. París: Grasset

### Ensayos
- 1970: C'est bizarre l'écriture. París: Grasset. Publicado en Quebec (Canadá), bajo el título: Journal de printemps, récit d'un livre, Éditions de l'Étincelle (1977).
- 1976: Les enfants d'abord. París: Grasset
- 1984: Le monde est comme deux chevaux. París: Grasset

### Traducciones y adaptaciones
- 1965: En flagrant délire (intento de traducción con Rachel Mizrahi de In His Own Write, de John Lennon). París: Robert Laffont.
- 1966: Le cheval fini de Amos Kenan (traducción). París: Grasset.
- 1974: Les tireurs de langue de Amos Kenan y Pierre Alechinsky (adaptación). París: Éditions Yves Rivière.
- 1976: Holocauste 2 de Amos Kenan (traduction). París: Flammarion.

### Otros
- 1978: Ma vie revue et corrigée par l'auteur (‘Mi vida, revisada y corregida por la autora’), autobiografía, a partir de entrevistas con Maurice Chavardès. París: Stock
- 1997: Adieu Andromède (textos). París: Grasset
- 2015: Journal préposthume possible (diario personal, 1986-1993). París: Éditions iXe
- Christiane Rochefort utilizó el seudónimo colectivo de Benoît Becker para las historias escritas con Guy Bechtel, Jean-Claude Carrière, Stephan Jouravieff y José-André Lacour. París: Fleuve Noir (collection "Angoisse").

### Filmografía (parcial) y teatro
- 1960: La vérité de Henri-Georges Clouzot, guion de Henri-Georges Clouzot, Véra Clouzot, Jérôme Géronimi y Christiane Rochefort. Con Brigitte Bardot, Charles Vanel y Fernand Ledoux.
- 1961 Le Repos du guerrier: Raf Vallone la adaptó para el teatro, la obra fue puesta en escena en 1961 en el Théâtre de Paris con la dirección de Jean Mercure.
- 1962: Le repós du guerrier, de Roger Vadim; con Brigitte Bardot; esta fue una de las dos grandes películas que «lanzarán» a Brigitte Bardot al estrellato.
- 1963: Ce monde interdit (Questo mondo proibito) de Fabrizio Gabella; participó en la escritura del guion.
- 1971: Les stances à Sophie de Moshé Mizrahi, guion de Moshé Mizrahi y Christiane Rochefort basado en la novela de Rochefort. Con Bernadette Lafont, Michel Duchaussoy et Bulle Ogier.
- 1973: La ville bidon (La décharge), de Jacques Baratier, guion de Jacques Baratier, Christiane Rochefort y Daniel Duval. Con Bernadette Lafont, Daniel Duval y Roland Dubillard.